# عروه النیربیه
عروه النیربیه (عربی: عروة النيربية؛ زادهٔ ۱۶ دسامبر ۱۹۷۷) کارگردان فیلم، تهیه‌کننده فیلم، هنرپیشه، نویسنده، و فیلم‌نامه‌نویس اهل سوریه است.